# Venjans distrikt
Venjans distrikt är ett distrikt i Mora kommun och Dalarnas län. Distriktet ligger omkring Venjan i västra Dalarna.

## Tidigare administrativ tillhörighet
Distriktet inrättades 2016 och utgörs av Venjans socken i Mora kommun.
Området motsvarar den omfattning Venjans församling hade vid årsskiftet 1999/2000.

## Tätorter och småorter
I Venjans distrikt finns en tätort och en småort.

### Tätorter
- Venjan

### Småorter
- Södra Kättbo